# Šterusy
Šterusy este o comună slovacă, aflată în districtul Piešťany din regiunea Trnava. Localitatea se află la altitudinea de 210 m deasupra n.m., se întinde pe o suprafață de 11,08 km2 și în 2017 număra 496 de locuitori.

## Istoric
Localitatea Šterusy este atestată documentar din 1262.

## Demografie
| An:                | 1994 | 2004   | 2014   | 2024   |
| ------------------ | ---- | ------ | ------ | ------ |
| Număr de persoane: | 516  | 515    | 504    | 463    |
| Diferență:         |      | −0,19% | −2,13% | −8,13% |

| An:                | 2023 | 2024   |
| ------------------ | ---- | ------ |
| Număr de persoane: | 468  | 463    |
| Diferență:         |      | −1,06% |